# Rosenbergiodendron
Rosenbergiodendron es un género con cuatro especies de plantas  perteneciente a la familia Rubiaceae. Es originario América tropical.

## Descripción
Son arbustos o arbolitos inermes o algunas veces con ramitas cortas y espinescentes, terrestres, las flores bisexuales. Hojas opuestas, frecuentemente agrupadas sobre espolones, isofilas o subanisofilas, enteras, sin domacios; nervadura menor no lineolada; estípulas interpeciolares y cortamente intrapeciolares, triangulares, erguidas, persistentes, escasamente imbricadas. Flores terminales, solitarias, sin brácteas pero con 1-2 pares de estípulas subyacentes, sésiles, homostilas, protandras, nocturnas y fragantes, con presentación secundaria del polen; limbo calicino 5(6)-lobado, sin calicofilos; corola hipocraterimorfa con el tubo prolongado, blanca o frecuentemente verde en el exterior, en el interior serícea a vellosa en la parte superior y pubérula en la garganta, los lobos 5(6), levocontortos, acuminados, sin apéndices; estambres 5(6), parcialmente exertos, las anteras dorsifijas abajo del 1/2, sésiles o subsésiles; estigmas 2, elípticos, exertos; ovario 1-locular, incompletamente 2-locular o rara vez completamente 2-locular, los óvulos numerosos, parietales. Frutos en bayas, subglobosas a elipsoidales, carnosas, las inmaduras verdes con líneas longitudinales y puntos blancos, las maduras amarillas a anaranjadas con la pulpa negra; semillas discoidales a elipsoidales, aplanadas, lisas.

## Taxonomía
El género fue descrito por Folke Fagerlind y publicado en Svensk Botanisk Tidskrift 42(2): 150–152. 1948. La especie tipo es: Rosenbergiodendron formosum (Jacq.) Fagerl.

## Especies aceptadas
A continuación se brinda un listado de las especies del género Rosenbergiodendron aceptadas hasta mayo de 2015, ordenadas alfabéticamente. Para cada una se indica el nombre binomial seguido del autor, abreviado según las convenciones y usos.	
- Rosenbergiodendron densiflorum (K.Schum.) Fagerl.
- Rosenbergiodendron formosum (Jacq.) Fagerl.
- Rosenbergiodendron longiflorum (Ruiz & Pav.) Fagerl. - iscumnin, ñupchucri.[4]
- Rosenbergiodendron reflexum C.M. Taylor & Lorence